# 穆捷圣让
穆捷圣让（法語：Moutiers-Saint-Jean，法語發音：[mutje sɛ̃ ʒɑ̃]）是法国科多尔省的一个市镇，属于蒙巴尔区。

## 地理
穆捷圣让（47°33'42"N, 4°13'12"E）面积4.96 平方千米，位于法国勃艮第-弗朗什-孔泰大區科多尔省，该省份为法国中东部省份，北起奥布省，西接涅夫勒省和约讷省，南至索恩-卢瓦尔省，东南接汝拉省，东临上索恩省，东北部与上马恩省接壤。
与穆捷圣让接壤的市镇（或旧市镇、城区）包括：凡莱穆捷、阿蒂、科尔桑。

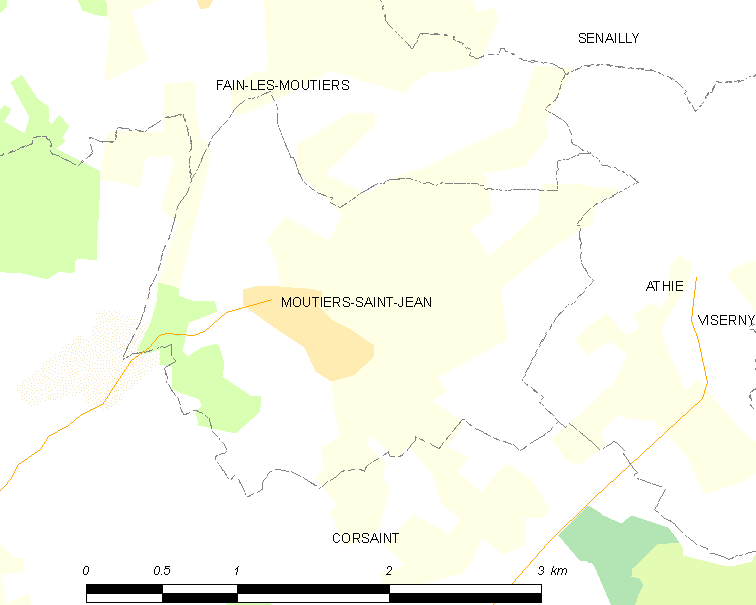
穆捷圣让的OSM定位图

穆捷圣让的时区为UTC+01:00、UTC+02:00（夏令时）。

## 行政
穆捷圣让的邮政编码为21500，INSEE市镇编码为21446。

## 政治
穆捷圣让所属的省级选区为蒙巴尔县。

## 人口

1962-2008年间穆捷圣让人口变化图示

穆捷圣让于2022年1月1日时的人口数量为255人。